# 奥山はつ子
奥山 はつ子（おくやま はつこ、1910年 - 没年不明）は、彦根藩井伊家の血筋をひく名妓として、祇園で人気を博した舞妓、芸妓。
谷崎潤一郎の著書に度々登場する。